# ال‌سی‌ال
ال‌سی‌ال (انگلیسی: LCL S.A.) شرکت خدمات مالی فرانسوی است، که در سال ۱۸۶۳ تأسیس شد و هم‌اکنون زیرمجموعه بانک کردیت اگریکول می‌باشد.